# Championnats d'Europe de course d'orientation 2000
 (août 2017).
Si vous disposez d'ouvrages ou d'articles de référence ou si vous connaissez des sites web de qualité traitant du thème abordé ici, merci de compléter l'article en donnant les références utiles à sa vérifiabilité et en les liant à la section « Notes et références ».
Navigation
Édition précédente Édition suivante
Les championnats d'Europe de course d'orientation 2000, troisième édition des championnats d'Europe de course d'orientation, ont lieu du 30 juin au 4 juillet 2000 à Trouskavets, en Ukraine.

## Podiums
Femmes
| Épreuves               | Or                                                        | Argent                                                 | Bronze                                             |
| ---------------------- | --------------------------------------------------------- | ------------------------------------------------------ | -------------------------------------------------- |
| Femmes Courte distance | Suède Jenny Johansson                                     | Suisse Simone Niggli-Luder                             | Pologne Anna Górnicka-Antonowicz                   |
| Femmes Longue distance | Norvège Hanne Staff                                       | Suisse Brigitte Wolf                                   | Royaume-Uni Yvette Baker                           |
| Femmes Relais          | Norvège Elisabeth Ingvaldsen Birgitte Husebye Hanne Staff | Suède Katarina Allberg Maria Sandström Jenny Johansson | Royaume-Uni Jenny James Yvette Baker Heather Monro |

Hommes
| Épreuves               | Or                                                      | Argent                                               | Bronze                                          |
| ---------------------- | ------------------------------------------------------- | ---------------------------------------------------- | ----------------------------------------------- |
| Hommes Courte distance | Russie Valentin Novikov                                 | Ukraine Yuri Omeltchenko                             | Norvège Tore Sandvik                            |
| Hommes Longue distance | Russie Valentin Novikov                                 | Slovaquie Marián Dávidík                             | Norvège Bjørnar Valstad                         |
| Hommes Relais          | Suisse Matthias Niggli Christoph Plattner Thomas Bührer | Tchéquie Vladimír Lučan Michal Jedlička Rudolf Ropek | Suède Fredrik Löwegren Thomas Asp Jörgen Olsson |

## Tableau des médailles
- Pays organisateur

| Rang  | Nation      | Or | Argent | Bronze | Total |
| ----- | ----------- | -- | ------ | ------ | ----- |
| 1     | Norvège     | 2  | 0      | 2      | 4     |
| 2     | Russie      | 2  | 0      | 0      | 2     |
| 3     | Suisse      | 1  | 2      | 0      | 3     |
| 4     | Suède       | 1  | 1      | 1      | 3     |
| 5     | Slovaquie   | 0  | 1      | 0      | 1     |
| 5     | Tchéquie    | 0  | 1      | 0      | 1     |
| 5     | Ukraine     | 0  | 1      | 0      | 1     |
| 8     | Royaume-Uni | 0  | 0      | 2      | 2     |
| 9     | Pologne     | 0  | 0      | 1      | 1     |
| Total | Total       | 6  | 6      | 6      | 18    |